# NGC 2958
NGC 2958 (другие обозначения — UGC 5160, MCG 2-25-15, ZWG 63.33, IRAS09379+1206, PGC 27620) — спиральная галактика в созвездии Льва. Открыта Эдуардом Стефаном в 1877 году.
Этот объект входит в число перечисленных в оригинальной редакции «Нового общего каталога».
В галактике вспыхнула сверхновая SN 2000I типа II, её пиковая видимая звездная величина составила 18,6.